# U-308
U-308 – niemiecki okręt podwodny (U-Boot) typu VIIC z okresu II wojny światowej. Okręt wszedł do służby w 1942 roku. Jedynym dowódcą był Oblt. Karl Mühlenpfordt.

## Historia
Okręt został włączony do 8. Flotylli U-Bootów (Gdańsk) celem szkolenia i zgrania załogi. Od czerwca 1943 roku jako jednostka bojowa w składzie 6. Flotylli.
U-303 został zatopiony podczas swojego pierwszego patrolu bojowego rozpoczętego 29 maja 1943 roku w Kilonii. 4 czerwca 1943 roku na północny wschód od Wysp Owczych (Morze Norweskie) jednostka została wykryta przez brytyjski okręt podwodny HMS „Truculent”, który wystrzelił w jej kierunku sześć torped. W wyniku ataku zginęła cała, 44-osobowa załoga U-Boota.